# Rapid (segelbåt)
Rapid är en kölbåt som ritades av Tord Byquist och presenterades 1971 och tillverkades av Rapid Marin i Arvika. Rapid är lång och smal och påminner om en skärgårdskryssare. Rapid är en entypsbåt. Tord Byqvist hade tidigare designat Mustang Jr.